# Freestyle ai IX Giochi asiatici invernali
Le competizioni di freestyle ai IX Giochi asiatici invernali si sono svolte dall'8 al 9 febbraio 2024 allo Yabuli Ski Resor di Harbin, in Cina.

## Podi

### Uomini
| Evento                           | Oro                                          | Argento                  | Bronzo                     |
| Aerials (dettagli)               | Li Xinpeng                                   | Yang Longxiao            | Qi Guangpu                 |
| Aerials sincronizzati (dettagli) | Kazakistan Roman Ivanov Sherzod Khashirbayev | Cina Geng Hu Yang Yuheng | Cina Li Xinpeng Qi Guangpu |
| Big Air (dettagli)               | Rai Kasamura                                 | Yoon Jong-hyun           | Shin Yeong-seop            |
| Halfpipe (dettagli)              | Lee Seung-hun                                | Sheng Haipeng            | Moon Hee-sung              |
| Slopestyle (dettagli)            | Rai Kasamura                                 | Ruka Ito                 | Paul Vieuxtemps            |

### Donne
| Evento                           | Oro                      | Argento                      | Bronzo                                    |
| Aerials (dettagli)               | Xu Mengtao               | Chen Xuezheng                | Ayana Zholdas                             |
| Aerials sincronizzati (dettagli) | Cina Feng Junxi Wang Xue | Cina Chen Meiting Xu Mengtao | Kazakistan Ardana Makhanova Ayana Zholdas |
| Big Air (dettagli)               | Liu Mengting             | Han Linshan                  | Yang Ruyi                                 |
| Halfpipe (dettagli)              | Li Fanghui               | Zhang Kexin                  | Jang Yu-jin                               |
| Slopestyle (dettagli)            | Liu Mengting             | Yang Ruyi                    | Han Linshan                               |

### Gare miste
| Evento                       | Oro                                   | Argento                                                       | Bronzo                                               |
| Aerials a squadre (dettagli) | Cina Xu Mengtao Li Xinpeng Qi Guangpu | Kazakistan Ayana Zholdas Sherzod Khashirbayev Assylkhan Assan | Giappone Runa Igarashi Yuta Nakagawa Haruto Igarashi |

## Medagliere
| Posiz. | Nazione       | Oro | Argento | Bronzo | Totale |
| ------ | ------------- | --- | ------- | ------ | ------ |
| 1      | Cina          | 7   | 8       | 4      | 19     |
| 2      | Giappone      | 1   | 1       | 4      | 6      |
| 3      | Corea del Sud | 1   | 1       | 3      | 5      |
| 4      | Kazakistan    | 1   | 1       | 2      | 4      |
| 5      | Thailandia    | 0   | 0       | 1      | 1      |
| Totale | Totale        | 11  | 11      | 11     | 33     |